# 스카이바
마르쿠스 카시우스 스카이바(Marcus Cassius Scaeva)는 로마 공화정 말기 카이사르군의 백인대장 중 한명이다.
폼페이우스와의 내전중 카이사르의 포위전략시 요새의 수비를 맡았다. 그는 폼페이우스의 2만군대의 기습을 250명의 병사만으로 술라(루키우스 코르넬리우스 술라의 조카)의 지원군이 도착하기까지 4시간 동안을 방어 해내었다. 그의 방패에는 120개의 화살 구멍이 뜷려 있었다고 한다. 이에 카이사르는 150년동안의 이어져 오던 로마군의 봉급을 인상하여 대대에 지급하고, 그를 수석백인대장으로 승진시켰으며, 의복, 식량, 훈장을 하사하여 그 공을 치하했다.